# NGC 2770
NGC 2770 (другие обозначения — UGC 4806, MCG 6-20-38, ZWG 180.47, KUG 0906+333B, IRAS09065+3319, PGC 25806) — спиральная галактика (Sc) в созвездии Рыси. Открыта Уильямом Гершелем в 1785 году.
Этот объект входит в число перечисленных в оригинальной редакции «Нового общего каталога».
Галактика имеет компаньона NGC 2770A.

## Сверхновые

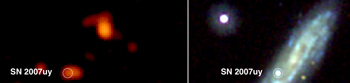
Сверхновая SN 2007uy в NGC 2770

В данной галактике были зарегистрированы сверхновые SN 1999eh, SN 2007uy, SN 2008D, относящихся к редкому типу Ib, и все три вспышки произошли в течение короткого промежутка времени — 10 лет.
В 2008 году с помощью орбитального телескопа «Свифт» изучалась сверхновая SN 2007uy, которая вспыхнула в галактике NGC 2770. Благодаря этому 9 января зафиксировали вспышку еще одной сверхновой — SN 2008D. Это было первое наблюдение вспышки с самого начала.
Ещё один объект, вспыхнувший в 2015 году, возможно, является четвёртой сверхновой, зарегистрированной в галактике, имел тип IIn и получил обозначение SN 2015bh. Этот объект в прошлом был яркой голубой переменной, при вспышке выбросил вещества массой 0,5 M⊙, и, возможно, уцелел после вспышки и является псевдосверхновой, а в будущем превратится в звезду Вольфа — Райе. Его пиковая видимая звездная величина составила 19,1.
NGC 2770 по основным параметрам похожа на Млечный Путь. По темпу звездообразования галактика не выделяется среди спиральных галактик. Частота вспышек сверхновых, оцененная по излучению в радиодиапазоне, также вполне типична и составляет 0,01—0,02 вспышки в год. Среди связанных со звездообразованием параметров единственная особенность галактики — большой запас атомарного водорода, из которого могут формироваться звёзды. Таким образом, наиболее вероятное объяснение высокой частоты сверхновых — случайное совпадение, а не какие-то особенные свойства галактик. Тем не менее, вероятность наблюдения трёх сверхновых типа Ib в течение 10 лет в 10000 галактик составляет лишь 0,6—1,5%.